# Leptodexia pretiosa
Leptodexia pretiosa là một loài ruồi trong họ Tachinidae.